# Rhinoskopie
Unter einer Rhinoskopie (von Rhinoscopia; von altgriechisch ῤις, ῤινός ‚Nase‘, σκοπέω ‚beobachten‘, ‚untersuchen‘, siehe -skopie) versteht man die Untersuchung des Naseninneren.

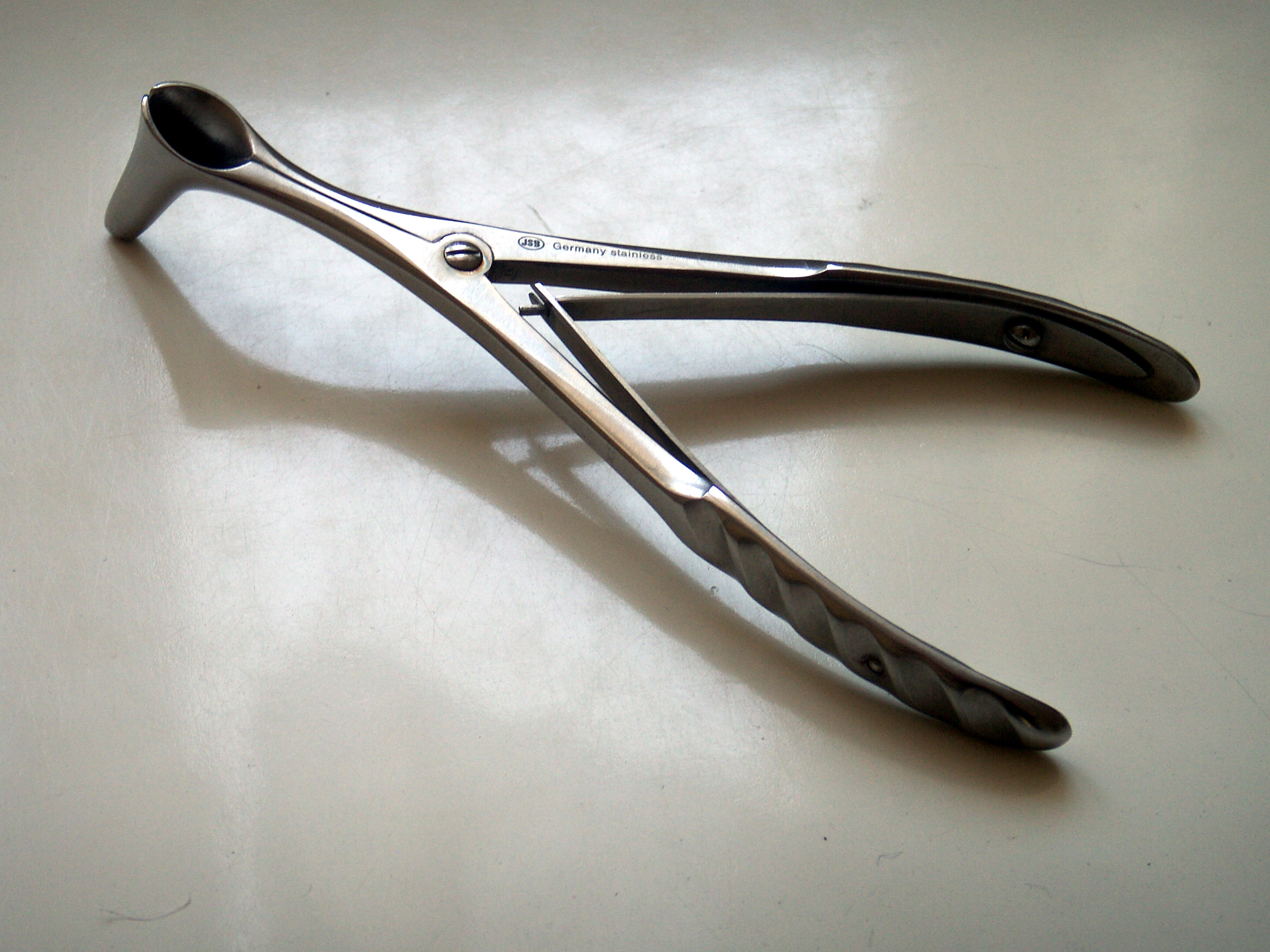
Nasenspekulum

Die Untersuchung erfolgt bei der vorderen Rhinoskopie (anteriore Rhinoskopie) unter Verwendung eines Nasenspekulums zum Offenhalten des Naseneinganges und einer Lichtquelle, entweder unter indirekter Beleuchtung mit einem Stirnspiegel oder mit einer Stirnlampe. Die Verwendung eines Nasenendoskopes (Staboptik) ermöglicht eine detailliertere Untersuchung auch weiter rückwärts gelegener Anteile der Nasenhöhle.
Die moderne Rhinoskopie, wie sie 1860 durch Johann Nepomuk Czermak eingeführt wurde, erlaubt die Beurteilung der Nasenschleimhaut, des Nasenseptums, der Nasenmuscheln sowie pathologischer Veränderungen wie Sekret, Septumdeformitäten, entzündliche oder tumoröse Veränderungen (z. B. Polypen) oder Fremdkörper. Auch kleine Eingriffe wie eine Fremdkörperentfernung oder die Kaustik einer Blutungsstelle können auf diesem Wege durchgeführt werden.
Die posteriore (hintere) Rhinoskopie (Postrhinoskopie, Rhinoscopia posterior) wird unter Verwendung eines kleinen Spiegels durchgeführt, der in den Mund bis hinter den Gaumen eingeführt wird und damit den Blick nach oben in den Nasenrachen und auf die Choanen, die hinteren Öffnungen der Nase, ermöglicht.